# Metallura williami
La metalura verde o colibrí verde de cola morada (Metallura williami) es una especie de ave apodiforme de la familia Trochilidae (los colibríes) perteneciente al género Metallura. Es nativa de regiones andinas del noroeste de América del Sur.

## Distribución y hábitat
Se distribuye a lo largo de la cordillera de los Andes desde el centro oeste de Colombia hasta el sur de Ecuador.
Esta especie es considerada escasa en sus hábitats naturales: los pastizales del páramo con arbustos dispersos, y en los bordes arbustivos de bosques enanos con musgos y líquenes. En altitudes entre 2700 y 3600 m en Ecuador, hasta los 4000 m en Colombia; ocasionalmente más bajo hasta los 2100 m. Registrado en altitudes menores que Metallura baroni en el sur de Ecuador. Forrajea entre el estrato bajo y el dosel.

## Sistemática

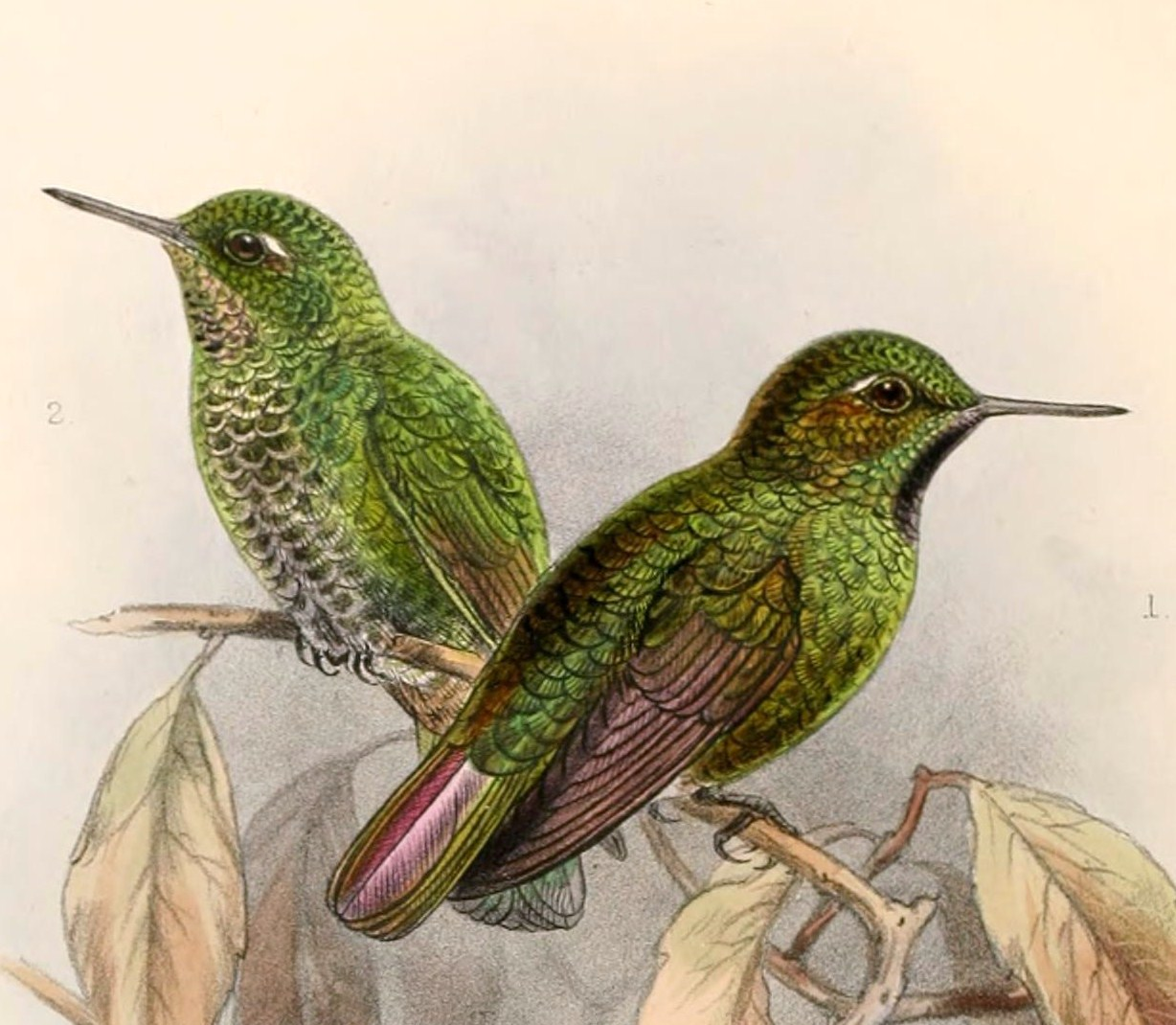
Metallura williami atrigularis, hembra (izq.), macho (der.), ilustración de Keulemans en Novitates Zoologicae 1, 1894.

### Descripción original
La especie M. williami fue descrita por primera vez por los ornitólogos franceses Adolphe Delattre & Jules Bourcier en 1846 bajo el nombre científico Trochilus williami; su localidad tipo es: «vecindades de Popayán, Colombia».

### Etimología
El nombre genérico femenino «Metallura» es una combinación de las palabras del griego «metallon» que significa ‘metal’, y «oura» que significa ‘cola’; y el nombre de la especie «williami», conmemora al financista estadounidense William Savery Wilson (1803-1870).

### Taxonomía
En el pasado, las cuatro subespecies llegaron a ser todas tratadas como especies plenas por algunos autores, pero las evidencias actuales no soportan esta tesis.

### Subespecies
Según las clasificaciones del Congreso Ornitológico Internacional (IOC) y Clements Checklist/eBird  se reconocen cuatro subespecies, con su correspondiente distribución geográfica:
- Metallura williami recisa Wetmore, 1970 – Páramo de Frontino (Antioquia), en los Andes occidentales del norte de Colombia.
- Metallura williami williami (Delattre & Bourcier), 1846 – ambas pendientes de los Andes centrales de Colombia.
- Metallura williami primolina Bourcier, 1853 – Andes orientales del sur de Colombia (Nariño) y Ecuador (al sur hasta el norte de Azuay).
- Metallura williami atrigularis Salvin, 1893 – Andes del sur de Ecuador desde el oeste de Morona Santiago al sur hasta El Oro, Loja y Zamora Chinchipe.